# Parafia św. Jana Chrzciciela w Harvey
Parafia św. Jana Chrzciciela w Harvey (ang. St. John Baptist Parish) – parafia rzymskokatolicka położona w Harvey w stanie Illinois w Stanach Zjednoczonych.
Jest ona wieloetniczną parafią w Harvey, z mszą św. w j. polskim dla polskich imigrantów.
Parafia została poświęcona św. Janowi Chrzcicielowi.

## Nabożeństwa w j. polskim
- Niedziela – 8:00; 10:30